# سلیم شیخ
سلیم‌شیخ، روستایی است از توابع بخش کلیجان‌رستاق شهرستان ساری در استان مازندران ایران. این روستا از سه طرف به جنگل منتهی می‌شود و تنها یک راه ارتباطی مستقیم با جادهٔ ساری-کیاسر دارد. درآمد مردم بیشتر از راه کشاورزی و دامداری تأمین می‌شود. پوشش مردم این روستا اغلب از نمونه‌های سنتی مازندران پیروی می‌کند.
نخستین انتخابات شورای اسلامی این روستا، در ۲۴ مرداد 1382 برگزار شد و از طرف مردم سه نفر از اهالی روستا به عنوان شورا برگزیده شدند.

## جمعیت
این روستا در دهستان کلیجان‌رستاق علیا قرار داشته و براساس آخرین سرشماری مرکز آمار ایران که در سال ۱۳۹۰ صورت گرفته، جمعیت آن ۱۱۲نفر (۳۵خانوار) بوده‌است.

## گوهری در جنگل
چند کیلومتری که از شهر ساری دور شوی و جادهٔ ساری-کیاسر را رهگذر باشی، امامزاده‌ای در کنار جاده خودنمایی می‌کند. جادهٔ کنار امامزاده را که چند قدمی بروی راه فرعیِ غربت زده‌ای تو را می خواند که به روستایی با شرایط خاص منتهی می‌شود. روستایی که دور تا دورش را درختان انبوه پوشانده است و تنها یک راه به جادهٔ اصلی دارد و همچون نگینی بر انگشتری جنگل می درخشد. جنگلی پوشیده از درختان گوناگون که ارمغان بوسه¬های باران بر زمین‌اند.
بوته‌های تمشک در جای جای راه ارمغان آخرِ بهار برای هر رهگذری خواهد بود و گاه شاخه‌های   بیرون زده از باغ‌های مجاور با میوه هایشان از تو پذیرایی می‌کنند. راهی قیرسنگی با پستی و بلندی که آثار حیواناتی چون گاو و گوسفند و را بر آن     می‌شود دید و پس از گذشتن از میان باغ‌ها و مزارع، رهگذران را به میان جنگل رهنمون است. نیمی از راه که بگذری کناره‌های رود زیبای تجن را که با سبزینهٔ شالی آذین بسته شده‌است، در پای کوه رو به رویی می بینی و نمای جنگل تو را چون مادری در گهوارهٔ خویش می رقصاند. در بعضی از جاها ویلاهایی بدون معماریِ یکپارچه، غربت باغ‌ها را دوچندان کرده‌اند و کم و بیش بلندتر از درختان قد برافراشته‌اند.
این روزها که به روستا می رسی سوهان صدای ماشین‌های سنگینی که باغ بزرگ میان روستا را ویران می‌کنند، روحت را می خراشد. این باغ در طی سال‌های مختلف منبع درآمدی برای اهالی بوده‌است.
تنها دو یا سه خانه  کاهگلیِ بدون سکنه در کنج چشم‌اندازهای روستا خودنمایی می‌کند که روزگاری خاطره¬ساز دوران کودکی سربازان وطن بوده‌است که جان در ره جانانه نهادند. این سرزمین با  جمعیت اندکش سه کشته به لاله زار میهن داده است.
در چند صد متری انتهایی جاده، تپهٔ مهجورِ رو به رویی توجهت را جلب خواهد کرد که گویی سفالگری آن را با جانِ روستا آمیخته است. از جادهٔ پرتگاهیِ میانِ درختانِ سر به فلک کشیدهٔ جنگل که بگذری، به بالای این تپه خواهی رسید و در آستان امامزاده تقی نه تنها می‌توانی همهٔ روستا را ببینی، بلکه کناره‌های شهر ساری و چندین روستای اطراف بر رواق دیدگانت می-نشیند.
سلیم شیخ روستایی است کوچک با بافت مسکونی پراکنده با مردمانی که دلی به گسترهٔ آسمان دارند. مردمانی رنج کشیده و محنت دیده از رهگذار روزگارِ سخت. باصفایند و پرمهر و گویش مازندرانی بر گرمای وجودشان می افزاید. شاید این طراوت از آبی است که مردمان از چشمه‌های کم و بیش خروشانِ دلِ جنگل می¬نوشند. در هر خانه می‌توانی دست‌های پینه بستهٔ مردان و زنانی را بیابی که با مشقت، معیشت می¬کنند. شغل بیشترشان دامداری، کشاورزی و باغداری است. گندم می کارند، جو، مرکبات و صیفی جات نیز. بر سر سفره‌های بیشتر خانه‌ها لبنیاتی چون ماست، شیر و کره دیده می‌شود.
جنگل هم روزیِ اهالی را همچون دُرّی در خود نهاده است. تمشک، کندس، ولیک و قارچی که بومی‌ها به آن «زردِ کیجا» می گویند، از جملهٔ این مواردند که در فصول مختلف به بار می نشینند. این محصولات گاه به‌طور مستقیم و گاه به صورت ترشی یا مربا عمدتا توسط زنان در بازار عرضه می‌شوند.
زنان سلیم شیخ دوش به دوش مردان کار می‌کنند و نقش شان در بیرون از خانه غیرقابل انکار است. زنان کهنسال و میانسال روستا، گاهی با پوششی به صورت لباس یکسره و گاهی با چادری پیچیده به دور کمرشان دیده می‌شود.
در سمت شرقی روستا، دره‌ای قرار دارد که در بعضی از فصول سال میزبان آب‌های روان است. در طرف راست دره، جنگل و در طرف چپ، زمین‌های کشاورزی که بر دامنهٔ تپه نقش بسته اند، دیده  می‌شود و در جاهایی هم شالیزار. حتا بعضی‌ها در این دره پلنگ هم دیده‌اند. از کنار و گوشه‌های چپرهای متروک گاه که رد می شوی، گُرخِش قرقاول‌ها   چشم‌ها می نوازد و پرندگانِ خُنیا گرتو را لِی لِی کُنان به عمق خویش می¬خواند و گاهی لاشهٔ یک گراز هر انسانِ طبیعت دوست را در ژرفای اندوه فرو می برد.
کمی آن طرف تر در کنارهٔ خاکراه چند اسب قالیِ جاده را می¬چرند و می¬خرامند. از آن رو که بذر نااهلی در وجودشان پاشیده اند، نزدیک شدن به بعضی از آن‌ها خطرناک است و برخی نیز چون آینه¬ی    درون¬نمای روستا نجابتِ سواری را پیشکش رهگذران می دارند.
در هنگام غروب تابستانی گله‌های گوسفند در   کنارهٔ روستا با رقصِ گرد و خاک، بومِ روستا را  می نگارند. گاه در همسایگی غروب خورشید ، شیرِ خفتهٔ البرز، دماوند خودنمایی و دلربایی می‌کند.  
شب‌ها نسیمی که پاورچین از دامن جنگل می روید [از سمت جنوب شرقی]، روانِ آدمی را می¬نوازد، میهمان خانه‌ها می‌شود و در خاطره بیتوته می‌کند. و بعضی از شب‌ها هم ماه از پشت درختان جنگل که سر برمی آورد، چهرهٔ روستا را می آراید. وگاه پیرمردی در مزرعهٔ کنار جنگل «لَلـه وا» مینوازد.
صدای زنگولهٔ گاوهای محلی در تنگ راه‌ها و فریاد شغال‌ها از دل جنگل،‌های و هوی غوکان از آبگیر گوشه و کنار، غرش سگان پاسبان و شاید نالهٔ تنها جغد پیر باقی‌مانده از دست بشر که گاهی در     نیمه¬های شب روی تیر چراغ برق می نشیند، سکوتِ شب¬های جنگل را می شکند و در انتهای شب نیز خروس‌های  سحرخوان.
و صبحگاهان که خورشید می دمد باز بارِ سخت کوشان را بر دوش اهالی می نهد...